# Careena Collins
Careena Collins (née le 7 novembre 1967) est une actrice pornographique et réalisatrice américaine.

## Biographie
Elle est apparue dans une centaine films de 1985 à 2009.
Careena Collins a fait des études de droit qu'elle mit au service de l'association "Free Speech Coalition" pendant deux ans.
Elle est célèbre pour ses performances de gang bang et d'interracial. Careena Collins fait partie de l'AVN Hall of Fame et du XRCO Hall of Fame.

## Récompenses
- 1995 : XRCO Award Meilleure scène de sexe anal pour The Bottom Dweller 33 1/3 (avec Jake Steed)
- 1995 : XRCO Award Meilleure scène "Homme-Femme" pour Kink (avec Rocco Siffredi)
- 1995 : XRCO Award Best Girl-Girl Sex Scene pour Takin' It to the Limit 6 (avec Traci Allen, Felecia, Jill Kelly et Misty Rain)
- 1996 : AVN Award Best All-Girl Sex Scene - Video pour Takin' It to the Limit 6 (avec Traci Allen, Felecia, Jill Kelly et Misty Rain)
- 1996 : AVN Award Best Anal Sex Scene - Video pour The Bottom Dweller 33 1/3 (avec Jake Steed)
- 1996 : XRCO Award Best Anal or DP Scene pour Car Wash Angels (avec T.T.Boy et Tom Byron)
- 1996 : XRCO Award Best Girl-Girl Scene pour Beyond Reality 1 (avec Felecia)
- 1998 : AVN Award Best Anal Sex Scene - Video pour Butt Banged Naughty Nurses (avec Sean Michaels et Mark Davis)
- AVN Hall of Fame
- XRCO Hall of Fame

## Filmographie sélective
- 1985 : Snatchbuckler
- 1986 : Twins
- 1987 : Wild Women 2: Careena Collins
- 1988 : Lez Be Friends
- 1989 : Wild Women 31: Liz Randall
- 1990 : Toys 4 Us 3
- 1991 : Mistress Memoirs 1
- 1992 : Spoiled Niece
- 1993 : Gimme an X
- 1994 : Little Miss Anal
- 1995 : Buttslammers 9: Fade To Anal
- 1996 : Sodomania Smokin' Sextions 1
- 1997 : Sodomania: Slop Shots 1
- 1998 : 100% Amateur 45: Careena Collins Special Edition
- 2000 : Cum Shots 2
- 2002 : Fashionistas 1
- 2004 : Meat Pushin In The Seat Cushion 3
- 2005 : Golden Age of Porn: Kristara Barrington
- 2007 : Swedish Erotica 99
- 2008 : Black in My Crack 3
- 2009 : Masochistic Tendencies: The Third Night